# Richard Engländer (musikvetare)
Bernhard Wilhelm Otto Richard Engländer, född den 17 februari 1889 i Leipzig, död den 16 mars 1966 i Uppsala, var en svensk musiker och musikvetare.
Engländer bedrev musikstudier i Tyskland. Han blev doctor philosophiæ i Berlin 1916 och var verksam som musikvetenskaplig forskare som docent vid Orchesterschule der Sächsischen Staatskapelle. Engländer var därjämte solorepetitör och assistent vid Sächsische Staatsoper i Dresden 1922–1925, musiklärare och cembalist där 1930–1935. Han kom till Sverige 1939 och blev svensk medborgare 1947. Engländer var doc i musikforskning vid Uppsala universitet 1948–1954 och tillförordnad professor vid Århus universitet 1952. Han medverkade vid Drottningholmsteatern 1950–1954. Engländer promoverades till filosofie hedersdoktor i Uppsala 1955 och tilldelades professors namn 1965. Han lär ha varit förebilden för Rickard från Rickomberga. Bland Engländers kompositioner märks tre manskörer, divertimento för piano (1941), sonat för gamba och cembalo (1945), sonat för cello och piano (1947) samt romanser. Bland hans skrifter märks Joseph Martin Kraus und die gustavianische Oper (1943), Modeströmningar och mästare i musiken (1954) och Die Dresdner Instrumentalmusik in der Zeit der Wiener Klassik (1956). Engländer blev riddare av Vasaorden 1955. Han vilar på Uppsala gamla kyrkogård.